# Porogadus
Porogadus is een geslacht van straalvinnige vissen uit de familie van naaldvissen (Ophidiidae). Het geslacht is voor het eerst wetenschappelijk beschreven in 1885 door Goode & Bean.

## Soorten
- Porogadus abyssalis Nybelin, 1957.
- Porogadus atripectus Garman, 1899.
- Porogadus catena (Goode & Bean, 1885).
- Porogadus gracilis (Günther, 1878).
- Porogadus guentheri Jordan & Fowler, 1902.
- Porogadus longiceps (Smith & Radcliffe, 1913).
- Porogadus melampeplus (Alcock, 1896).
- Porogadus melanocephalus (Alcock, 1891).
- Porogadus miles Goode & Bean, 1885.
- Porogadus nudus Vaillant, 1888.
- Porogadus silus Carter & Sulak, 1984.
- Porogadus subarmatus Vaillant, 1888.
- Porogadus trichiurus (Alcock, 1890).